# Ringen van Jupiter

Baanresonantie van Io, Europa en Ganymedes die harmonisch rond Jupiter draaien

De planeet Jupiter heeft een stelsel van ringen, die bekendstaan als de ringen van Jupiter of het Jupiterringstelsel.

## Geschiedenis
De Ringen van Jupiter was het derde stelsel van ringen dat werd ontdekt in het zonnestelsel, na de ontdekking van ringen rond Saturnus en Uranus. De ringen werden voor het eerst waargenomen in 1979 door de Voyager 1 ruimtesonde. In 1990 werden de ringen grondig onderzocht door de ruimtesonde Galileo Orbiter.. De Hubble Space Telescope heeft de ringen ook waargenomen.
De hoofd- en haloringen bestaan uit stof. Dit is ontstaan door de manen: Metis, Adrastea en andere niet waargenomen manen die met hoge snelheid botsten. De hoge resolutie afbeeldingen lieten een rijke fijne structuur in de grote ring zien. Deze afbeeldingen, gepubliceerd in februari en maart 2007, werden gemaakt door het ruimtevaartuig New Horizons.

## Structuur

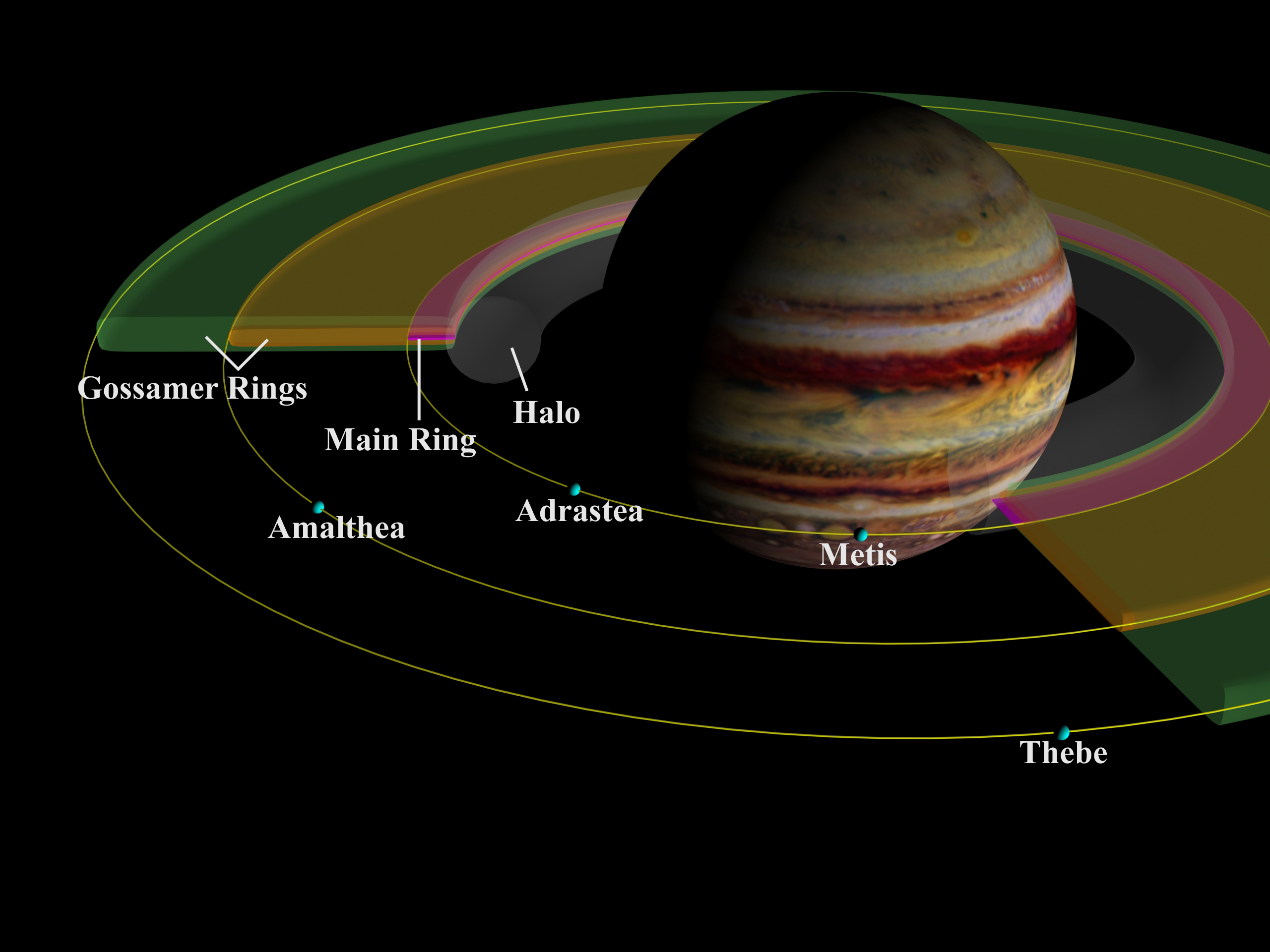
Een schema van de ring van Jupiter met aanduiding van de vier belangrijkste componenten

De ringen van Jupiter bestaan uit vier hoofdcomponenten (van binnen naar buiten):
1. Een dikke binnenste torus van deeltjes, ook wel bekend als een Halo,
2. Een relatief lichte maar uitzonderlijke dunne hoofdring,
3. De gossamerring: Amalthea
4. De gossamerring: Thebe[4]

De belangrijkste kenmerken van de ringen staan in onderstaande tabel:
| Naam                  | Straal (km)     | Breedte (km) | Dikte (km) | Optische diepte | Stof fractie | Noten                  |
| --------------------- | --------------- | ------------ | ---------- | --------------- | ------------ | ---------------------- |
| Haloring              | 92.000-122.500  | 30.500       | 12.500     | ~ 1×10−6        | 100%         | Rondom de planeet      |
| Hoofdring             | 122.500-129.000 | 6.500        | 30-300     | ~ 5.9×10−6      | 25%          | Begrensd door Adrastea |
| Amalthea Gossamerring | 129 000-182 000 | 53.000       | 2.000      | ~ 1×10−7        | 100%         | Verbonden met Amalthea |
| Thebe Gossamerring    | 129 000-226 000 | 97.000       | 8.400      | ~ 3×10−8        | 100%         | Verbonden met Thebe.   |

## Hoofdring

### Vormgeving en structuur

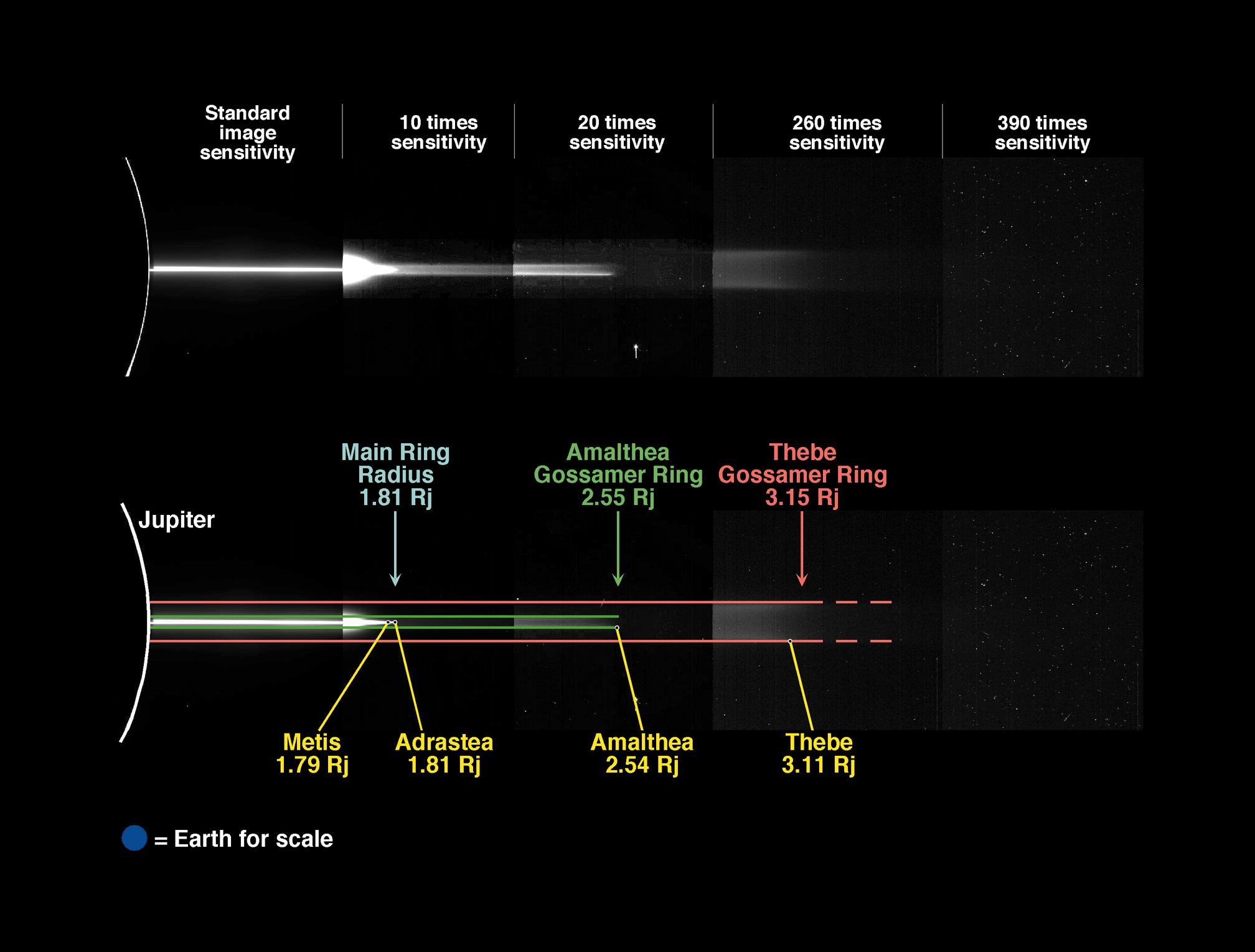
Mozaïek van beelden van de joviaanse ring met een schema waarin ring en satellietlocaties te zien zijn

De smalle en relatief dunne hoofdring is het helderste deel van Jupiters ringsysteem. De buitenste rand is gelegen op een straal van ongeveer 129.000 km (1,806 RJ; RJ = equatoriale straal van Jupiter van 71.398 km) en valt samen met de baan van Jupiters binnenste kleinste satelliet, Adrastea. De binnenkant van de rand is niet gemarkeerd door een satelliet en is gelegen op ongeveer 122.500 km (1.72 RJ).
De breedte van de belangrijkste ring is ongeveer 6.500 km. Het uiterlijk van de hoofdring is afhankelijk van de kijkrichting. In voorwaarts verstrooid licht begint de helderheid van de hoofdring steil te dalen vanaf 128.600 km (net binnen de baan van Adrastea) en bereikt het achtergrondniveau op 129.300 km - net buiten de Adrasteabaan. dus Adrastea op 129.000 km herdert duidelijk de ring. De helderheid blijft stijgen in de richting van Jupiter en heeft een maximum in de buurt van het centrum van de ring op 126.000 km, maar er is een uitgesproken kloof (inkeping) bij de baan van Metis op 128.000 km. De binnenste grens van de grote ring daarentegen, lijkt te vervagen vanaf 124.000 tot 120.000 km, overgaande in de haloring. In voorwaarts verstrooid licht zijn alle joviaanse ringen helder.

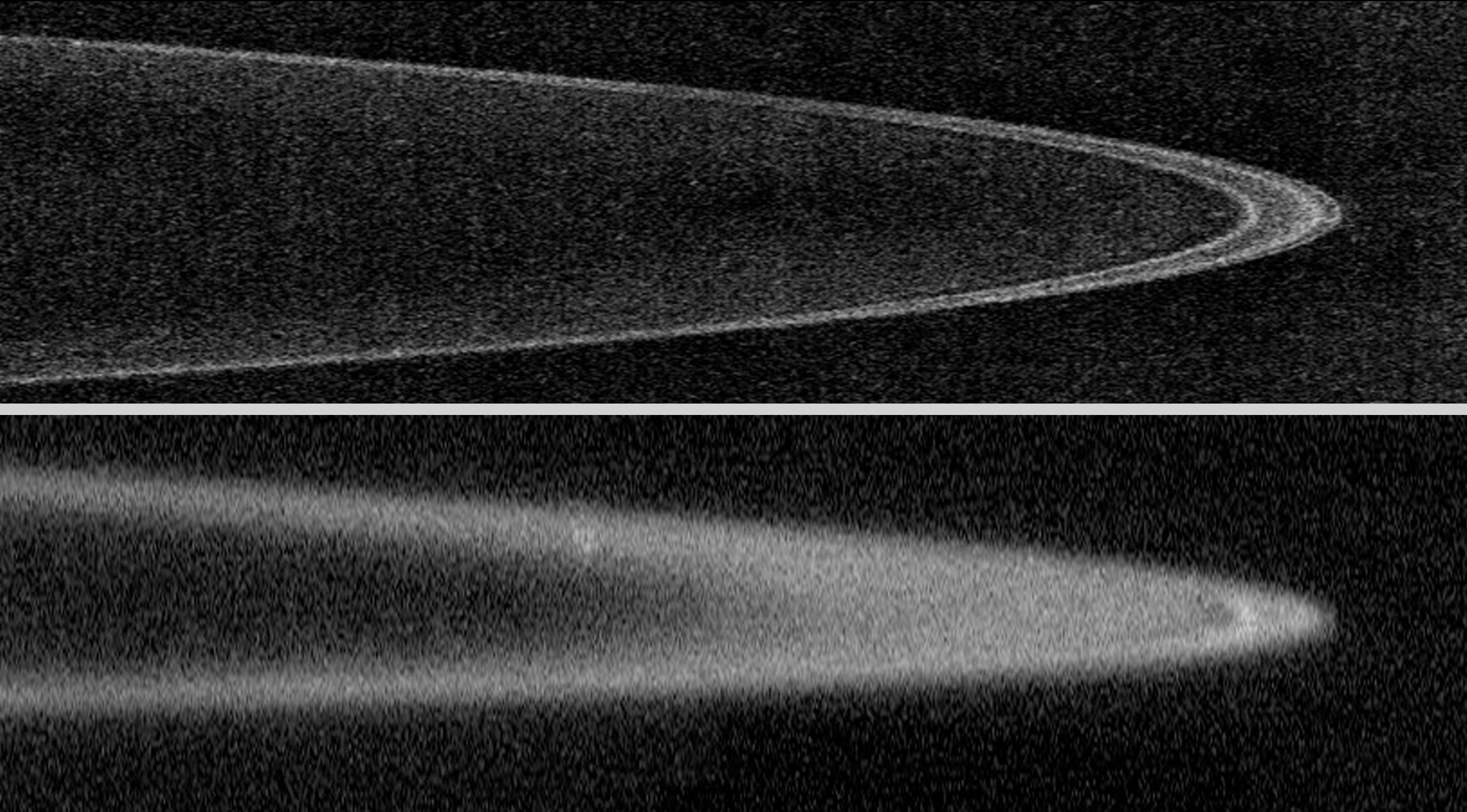
De bovenste afbeelding toont de belangrijkste ring in achterwaarts verstrooid licht, zoals gezien door deNew Horizons ruimtesonde. De fijne structuur van het buitenste gedeelte is zichtbaar. De onderste afbeelding toont de belangrijkste ring in voorwaarts verstrooid licht en toont het ontbreken van een structuur met uitzondering van de Metis inkeping.

Gezien met achterwaarts verstrooid licht is de situatie anders. De buitenste rand van de grote ring, gelegen op 129.100 km, of iets voorbij de baan van Adrastea, is eigenlijk heel steil. De baan van de maan wordt gekenmerkt door een gat in de ring, dus er is een dun ringetje net buiten zijn baan. Er is nog een ringetje net binnen de Adrasteabaan, gevolgd door een kloof van onbekende oorsprong op ongeveer 128.500 km. Het derde ringetje is binnen het centrale gat buiten de baan van Metis gevonden. De helderheid van de ring daalt scherp net buiten van de baan van Metis die het Metis notch. Binnen de baan van Metis stijgt de helderheid van de ring veel minder dan in voorwaarts verstrooid licht. Dus in de achterwaarts verstrooid licht lijkt de hoofdring te bestaan uit twee verschillende delen: een smal buitenste deel van 128.000 tot 129.000 km, die zelf ook drie smalle ringetjes bevat gescheiden door inkepingen, en een zwakker binnenste gedeelte van 122.500 tot 128.000 km, zonder zichtbare structuur zoals in de voorwaarts verstrooiing geometrie.
De Metis inkeping fungeert als hun grens. De fijne structuur van de hoofdring werd ontdekt in de gegevens van de Galileo Orbiter en is duidelijk zichtbaar in beelden met achterwaarts verstrooid licht verkregen van New Horizons in februari-maart 2007.
echter waarnemingen van Hubble Space Telescope (HST),
Keck
en de  Cassini ruimtevaartuig zijn er niet in geslaagd om het te ontdekken, waarschijnlijk als gevolg van onvoldoende ruimtelijke resolutie.
Waargenomen in achterwaarts verstrooid licht lijkt de hoofdring flinterdun te zijn, de afmeting in de verticale richting is niet meer dan 30 km. Aan de zijkant is ringdikte 80–160 km, toenemend enigszins in de richting van Jupiter. De ring lijkt veel dikker in voorwaarts verstrooid licht -ongeveer 300 km. Een van de ontdekkingen van de Galileo Orbiter was de verdikking van de hoofdring - een zwakke, relatief dikke (ongeveer 600 km) wolk van materiaal dat het binnenste gedeelte omringt. De verdikking neemt toe in de richting van de binnenste grens van de hoofdring, waar het overgaat in de halo.
Gedetailleerde analyse van de Galileo beelden toont longitudinale variaties van de helderheid van de hoofdring die niet afhangt van de kijkrichting. De Galileo-beelden toonden ook enkele vlekken in de ring van 500–1000 km.
In februari-maart 2007 heeft het New Horizons ruimtevaartuig naar nieuwe kleine manen in de hoofdring gezocht. Hoewel geen satellieten van meer dan 0,5 km werden gevonden, ontdekten de camera's van het ruimteschip zeven kleine bosjes ringdeeltjes. Ze cirkelen net binnen de baan van Adrastea in een dicht ringetje. De conclusie, dat zij klontjes zijn en geen kleine manen, is gebaseerd op hun azimutaal uitgebreide verschijning. Ze nemen 0,1-0,3° van de ring in beslag, wat overeenkomt met 1000–3000 km. De klontjes zijn verdeeld in twee groepen van vijf en twee leden, respectievelijk. De aard van de bundels is niet duidelijk, maar de banen liggen dicht bij 115:116 en 114:115 resonanties met Metis. Dus ze kunnen golf-achtige structuren zijn veroorzaakt door deze interactie.

### Spectra en deeltjesgroottedistributie

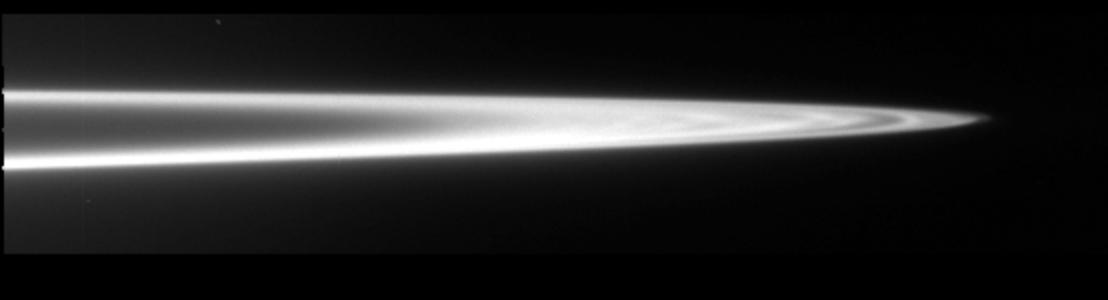
Afbeelding van de hoofdring door Galileo verkregen in voorwaarts verstrooid licht. De Metis inkeping is duidelijk zichtbaar.

Spectra van de hoofdring verkregen door de HST, Keck, Galileo enCassini hebben aangetoond dat de deeltjes rood zijn, dat wil zeggen dat hun albedo hoger is bij langere golflengten. De bestaande spectra zijn in de range 0,5-2,5 micrometer. Tot nu toe zijn geen spectrale kenmerken die kunnen worden toegeschreven aan bepaalde chemische stoffen gevonden, hoewel de waarnemingen van Cassini bewijs leverde voor absorptiebanden in de buurt van 0,8 micrometer en 2,2 micrometer. De spectra van de hoofdring zijn eigenlijk zeer vergelijkbaar met Adrastea en Amalthea.
De eigenschappen van de hoofdring kunnen worden verklaard door de hypothese dat het grote hoeveelheden stof met 0,1-10 micrometer deeltjesgrootte bevat. Dit verklaart de sterkere voorwaartse verstrooiing van licht in vergelijking met de achterwaartse verstrooiing. Grotere deeltjes zijn echter nodig om de sterke achterwaartse verstrooiing en fijne structuur in het heldere buitenste deel van de hoofdring.
Analyse van de beschikbare fase en spectrale gegevens leidt tot een conclusie dat de omvangverdeling van kleine deeltjes in de grote ring gehoorzaamt aan een machtswet
{\displaystyle n(r)=A\times r^{-q}}
waarin n(r) dr het aantal deeltjes is met straal tussen R en R + dr. en {\displaystyle A} is een normalisatieparameter zo gekozen dat er overeenkomst is met de bekende totale licht flux uit de ring. De parameter q is 2,0 ± 0,2 voor deeltjes met een R < 15 ± 0,3 micrometer en q = 5 ± 1 voor lichamen met een R > 15 ± 0,3 micrometer. De verdeling van grote lichamen in de mm-km grootte is momenteel nog onbepaald. De verstrooiing van licht in dit model wordt gedomineerd door deeltjes met een R van ongeveer 15 μm.
De bovengenoemde machtswet maakt raming van de optische diepte τ van de hoofdring mogelijk: {\displaystyle \scriptstyle \tau _{l}\,=\,4.7\times 10^{-6}} voor de grote instellingen en {\displaystyle \scriptstyle \tau _{s}=1.3\times 10^{-6}} voor het stof. Deze optische diepte betekent dat de totale doorsnede van alle deeltjes binnen de ring ongeveer 5000 km² is. Van de deeltjes in de hoofdring wordt verwacht dat ze een asferische vorm hebben. De totale massa van het stof wordt geschat op 10 7 - 109 kg. De massa van de grote voorwerpen, met uitzondering van Metis en Adrastea, is 1011 - 10 16 kg. Het hangt af van de maximale grootte, de bovenste waarde komt overeen met ongeveer 1 km maximale diameter. Deze massa's kunnen worden vergeleken met massa's van Adrastea, dat is ongeveer 2 × 1015 kg, Amalthea— ongeveer 2 × 1018 kg en maan bij de Aarde— 7,4 × 1022 kg.
De aanwezigheid van twee populaties van deeltjes in de hoofdring verklaart waarom haar verschijning afhankelijk is van de kijkrichting. Het stof verstrooit het licht bij voorkeur in voorwaartse richting en vormt een relatief homogene dikke ring die wordt begrensd door de baan van Adrastea. De grote deeltjes daarentegen verstrooien licht in de achterwaartse richting, en die bevinden zich in het gebied tussen de banen van Metis en Adrastea in een aantal ringetjes.

### Herkomst en leeftijd

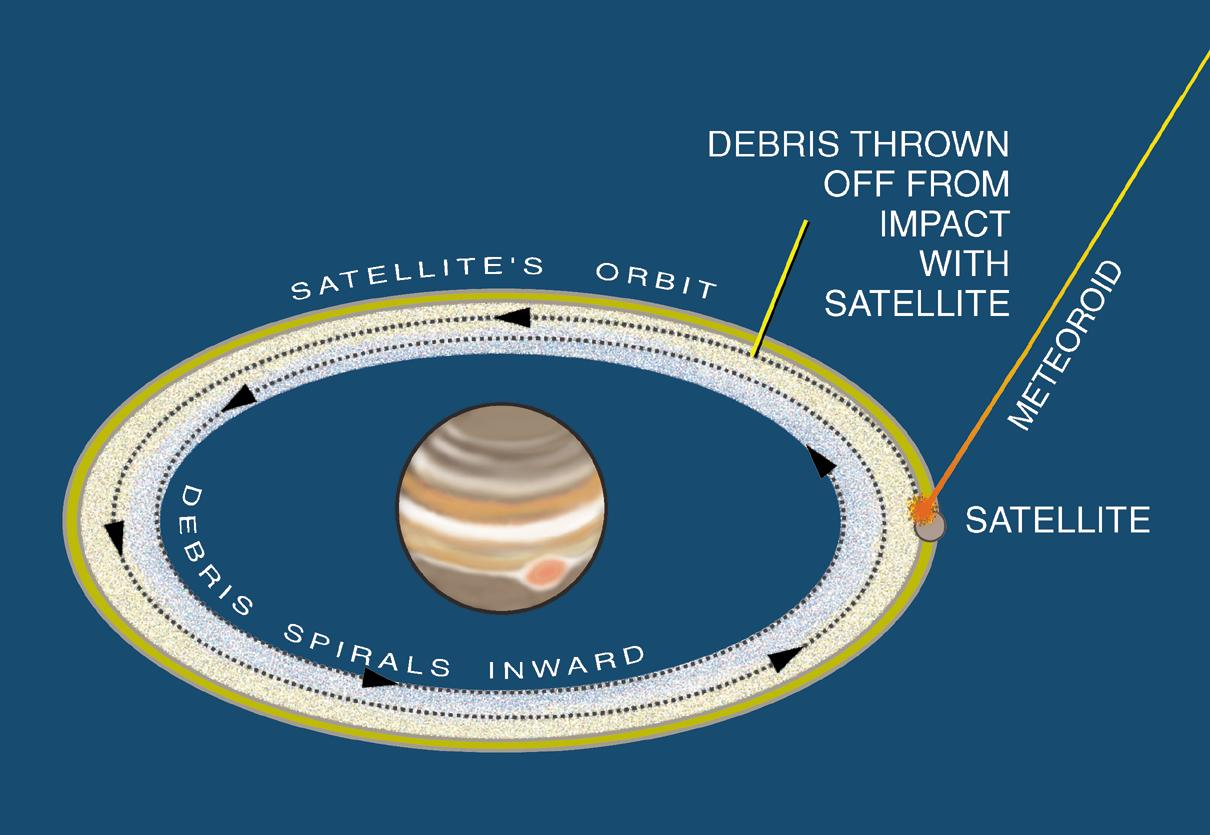
Vorming van ringen van Jupiter

Het stof wordt voortdurend verwijderd van de grote ring door een combinatie van het Poynting-Robertson effect en elektromagnetische krachten uit de joviaanse magnetosfeer. Vluchtige materialen, bijvoorbeeld ijs, verdampen snel. De levensduur van stofdeeltjes in de ring is 100 tot 1000 jaar, zodat het stof voortdurend moet worden bijgevuld in de botsingen tussen grote lichamen met afmetingen van 1 cm tot 0,5 km
en tussen dezelfde grote lichamen en de hoge snelheid van de deeltjes afkomstig van buiten het Jupiter-systeem. Deze populatie is beperkt tot de smalle ongeveer 1000 km - en lichte buitenste deel van de hoofdring, en bevat Metis en Adrastea. De grootste voorlopers moeten minder dan 0,5 km in grootte zijn geweest. De bovengrens van de omvang daarvan is verkregen door New Horizons ruimtevaartuigen. De vorige bovengrens, verkregen van HST en Cassini opmerkingen, was in de buurt van 4 km. Het stof geproduceerd door botsingen drijft langzaam in de richting van Jupiter flauw zichtbaar (in achterwaarts verstrooid licht) binnenste deel van de hoofdring en haloring. Hoewel de leeftijd van de hoofdring momenteel onbekend is, kan het het laatste overblijfsel zijn van een voorbije populatie van kleine lichamen in de buurt van Jupiter.

## Haloring

### Vormgeving en structuur

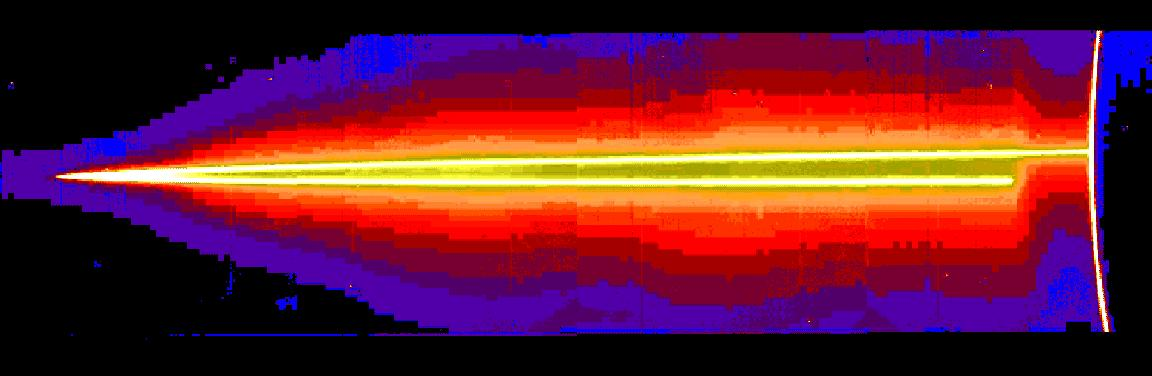
Valse kleurenafbeelding van de haloring verkregen door Galileo in voorwaarts strooilicht

De haloring is de binnenste en dikste joviaanse ring. De buitenste rand valt samen met de binnenste grens van de hoofdring op de straal van ongeveer 122 500 km (1.72RJ). Vanaf deze straal wordt de ring snel dikker richting Jupiter. De werkelijke verticale omvang van de halo is niet bekend, maar de aanwezigheid van haar materiaal werd ontdekt tot 10 000 km van het ringvlak. de binnenste grens van de halo is relatief scherp en gelegen op een straal van 100 000 km (1.4 RJ), maar sommig materiaal is verder naar binnen aanwezig op ongeveer 92.000 km. Dus de breedte van de haloring is ongeveer 30 000 km. Zijn vorm lijkt op een dikke torus zonder duidelijke interne structuur. In tegenstelling tot de hoofdring, hangt het uiterlijk van de halo weinig af van de kijkrichting.
De halo-ring verschijnt het helderste in voorwaarts verstrooid licht, waarin deze uitvoerig werd afgebeeld door Galileo. Hoewel de oppervlaktehelderheid veel minder is dan dat van de hoofdring, is zijn verticaal (loodrecht op de ring vlak) geïntegreerde foton-flux vergelijkbaar vanwege de veel grotere dikte. Ondanks een beweerde verticale omvang van meer dan 20.000 km, is de helderheid van de halo sterk geconcentreerd naar het ringvlak en volgt een machtswet van de vorm z−0,6 naar z−1,5, waar z de hoogte is boven het ringvlak. De halo die verschijnt in achterwaarts verstrooid licht, zoals waargenomen door Keck en HST, is in principe hetzelfde. Maar de totale fotonflux wordt meerdere malen lager dan die van de hoofdring en is sterker geconcentreerd in de buurt van het ringvlak dan in voorwaarts verstrooid licht.
De spectrale eigenschappen van de haloring zijn verschillend van die van de hoofdring. De flux-distributie in het bereik van 0,5-2,5 micrometer is vlakker dan in de hoofdring; de halo is niet rood en kan zelfs blauw zijn.

### Oorsprong van de haloring
De optische eigenschappen van de haloring kan worden verklaard door de hypothese dat het slechts uit stof met een deeltjesgrootte kleiner dan 15 micrometer bestaat. Het deel van de halo dat zich ver van het ringvlak bevindt kan bestaan uit submicrometer stof. Deze stoffige samenstelling verklaart de veel sterkere voorwaartse verstrooiing, blauwere kleuren en het gebrek van een zichtbare structuur in de halo. Het stof komt waarschijnlijk in de hoofdring, een stelling ondersteund door het feit dat de optische diepte {\displaystyle \scriptstyle \tau _{s}\,\sim \,10^{-6}} van de halo vergelijkbaar is met die van het stof in de hoofdring. De grote dikte van de halo kan worden toegeschreven aan de excitatie van glooiingshoeken en excentriciteiten van stofdeeltjes door de elektromagnetische krachten in de magnetosfeer van Jupiter. De buitenste grens van de haloring valt samen met de locatie van een sterke 3:2 Lorentz-resonantie. Zoals door het Poynting-Robertson-effect er de oorzaak van is dat deeltjes langzaam afglijden naar Jupiter, worden glooiingshoeken aangeslagen bij de passage. De verdikking van de hoofdring kan een begin van de halo zijn. De binnenste grens van de haloring is niet ver van de sterkste 2:1 Lorentz-resonantie. In deze resonantie is de excitatie waarschijnlijk zeer belangrijk, waardoor deeltjes in de atmosfeer van Jupiter duiken en aldus een sterke binnenste grens markeren. Afgeleid zijnde van de hoofdring, heeft de haloring dezelfde leeftijd.

## Gossamerringen

### Amalthea Gossamerring

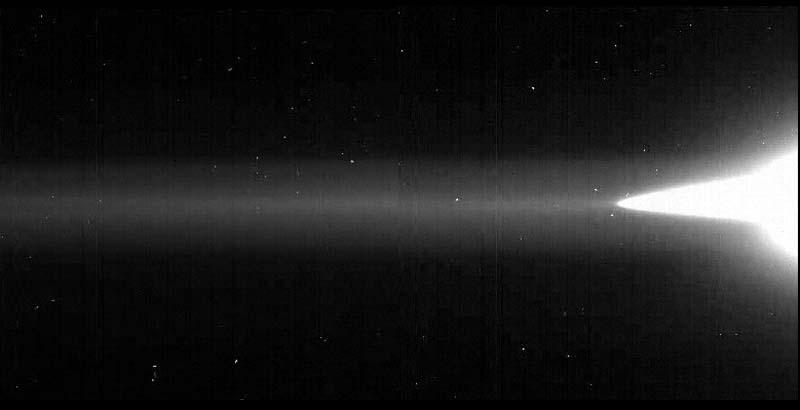
Afbeelding van de ragfijne ringen verkregen door Galileo in voorwaarts strooilicht

De Amalthea Gossamerring is een zeer zwakke structuur met een rechthoekige doorsnede, die zich uitstrekt van de baan van Amalthea op 182 000 km (2.54 RJ) tot ongeveer 129 000 km (1.80 RJ). zijn binnenste grens is niet duidelijk omschreven, door van de aanwezigheid van de veel helderder hoofdring en halo. De dikte van de ring is ongeveer 2300 km in de buurt van de baan van Amalthea en neemt iets af in de richting van Jupiter. De Amalthea Gossamerring is eigenlijk de helderste in de buurt van de boven-en onderkant en wordt geleidelijk helderder de richting van Jupiter, de bovenrand is helderder dan de onderste rand. De buitenste rand van de ring is vrij steil, vooral aan de bovenkant. Er is een sterke daling van de helderheid juist binnen de baan van Amalthea met een extra plank-achtige structuur. in voorwaarts verstrooid licht lijkt de ring ongeveer 30 keer zwakker te zijn dan de hoofdring. in achterwaarts verstrooid licht is het alleen door de Keck telescoop en de ACS (Advanced Camera for Surveys) op HST ontdekt. Achterwaartse verstrooiingsbeelden tonen extra structuur in de ring: een piek in de helderheid net binnen de baan van Amalthea. In 2002-2003 passeerde het ruimtevaartuig Galileo tweemaal door de Gossamerringen. De stofteller ontdekte stofdeeltjes in de orde van grootte van 0,2-5 micrometer en bevestigde de resultaten van beeldvorming.
De detectie van de Amalthea Gossamerring vanaf de aarde, in Galileo beelden en de directe stofmetingen konden de deeltjesgroottedistributie bepalen, deze distributie lijkt dezelfde machtswet te volgen als het stof in de hoofdring met q= 2 ± 0,5. De optische diepte van deze ring is ongeveer 10 −7, dat is een orde van grootte lager dan die van de hoofdring, maar de totale massa van het stof - 107−10  9 kg - is vergelijkbaar.

### Thebe Gossamerring
De Thebe Gossamerring is de zwakste joviaanse ring. Het lijkt als een zeer zwakke structuur met een rechthoekige doorsnede, die zich uitstrekt van de baan van Thebe op 226 000 km (3.11 RJ) tot ongeveer 129 000 km (1.80 RJ;). Zijn binnenste grens is niet duidelijk omschreven vanwege de aanwezigheid van de veel heldere hoofdring en halo. De dikte van de ring is ongeveer 8400 km in de buurt van de baan van Thebe en neemt iets af in de richting van de planeet. De Thebe Gossamerring is het helderst in de buurt van haar boven-en onderkant en geleidelijk helderder naar Jupiter-net als de Amalthea ring. De buitenste rand van de ring is niet bijzonder steil en strekt zich uit over 15 000 km. Er is een nauwelijks zichtbare voortzetting van de ring voorbij de baan van Thebe, die zich uitstrekt tot 280 000 km (3.75 RJ) en wordt Thebe Extensie genoemd. in voorwaarts verstrooid licht de ring lijkt deze ongeveer 3 keer zwakker te zijn dan de Amalthea Gossamerring. in achterwaarts verstrooid licht is het alleen ontdekt door de Keck telescoop. Achterwaartse verstrooiingsbeelden tonen een piek van helderheid net binnen de baan van Thebe. In 2002-2003 ontdekte de stofteller van het Galileo - ruimtevaartuig stofdeeltjes in de orde van grootte van 0,2-5 micrometer, vergelijkbaar met die in de Amalthea ring, en bevestigde de resultaten van de beeldvorming.
De optische diepte van de Thebe Gossamerring is ongeveer 3  × 10−8, dat is drie keer lager dan de Amalthea Gossamerring, maar de totale massa van het stof is hetzelfde ongeveer 10-7-9 kg. De deeltjesgrootteverdeling van het stof is echter iets minder diep dan in de Amalthea ring. Hieruit volgt een machtswet met q<2. In de Thebe extensie kan de parameter q zelfs kleiner zijn.

### Oorsprong van de ragfijne ringen
Het stof in de ragfijne ringen vindt zijn oorsprong op dezelfde wijze als dat in de hoofdring en halo. De bronnen zijn de binnenste manen Amalthea en Thebe respectievelijk. Inslagen met hoge snelheid van projectielen afkomstig van buiten het Jupiter-systeem verwijderen stofdeeltjes uit de oppervlakken. Deze deeltjes behouden aanvankelijk dezelfde banen als hun manen, maar spiralen vervolgens geleidelijk naar binnen door Poynting-Robertson weerstand. De dikte van de ragfijne ringen wordt bepaald door de verticale excursies van de manen als gevolg van hun glooiingshoeken. Deze hypothese verklaart natuurlijk bijna alle waarneembare eigenschappen van de ringen: rechthoekige doorsnede, afname van de dikte in de richting van Jupiter en verheldering van de boven- en onderkant van de ringen.
Sommige eigenschappen zijn tot nu toe onverklaarbaar, zoals de Thebe Extensie, die te wijten kan zijn aan onzichtbare instanties buiten de baan van Thebe, en de structuren zichtbaar in achterwaarts verstrooid licht. Een mogelijke verklaring van de Thebe extensie is de invloed van de elektromagnetische krachten uit de magnetosfeer van Jupiter. Als het stof in de schaduw achter Jupiter komt, verliest het zijn elektrische lading vrij snel. Aangezien de kleine stofdeeltjes gedeeltelijk coroteren met de planeet, zullen ze naar buiten bewegen in de schaduw en een passieve verlenging van de Thebe Gossamerring maken. Dezelfde krachten kunnen de duik in de deeltjesdistributie en de helderheid van de ring, die plaatsvindt tussen de banen van Amalthea en Thebe, uitleggen.
Bij analyse van beelden van de Gossamerring is gebleken dat een piek in de helderheid net binnen de baan van de Amalthea te wijten kan zijn aan de stofdeeltjes gevangen op de voorlopende (L4) en achterlopende (L5) Lagrangepunten van Amalthea. De hogere helderheid van de waargenomen bovenrand van de Amalthea Gossamerring kan ook worden veroorzaakt door de val van dit stof. De deeltjes kunnen ook aanwezig zijn bij de voor- en achterlopende Lagrangepunten van Thebe. Deze ontdekking betekent dat er twee deeltjesbevolkingen zijn in de ragfijne ringen: de ene drijft langzaam in de richting van Jupiter, zoals hierboven beschreven, terwijl de andere nog steeds in de buurt van een bronmaan gevangen is in een 1:1 resonantie.

## Exploratie
Het bestaan van de Jupiterringen werd afgeleid uit waarnemingen van de planetaire stralinggordels door het Pioneer 11 ruimtevaartuig in 1975. In 1979 verkreeg het Voyager 1 ruimtevaartuig een overbelicht beeld van het ringsysteem. Meer beelden werden verkregen door Voyager 2 in hetzelfde jaar, waarna de ruwe bepaling van de structuur van de ring mogelijk was. De superieure kwaliteit van de beelden verkregen door de Galileo Orbiter tussen 1995 en 2003 breidde de bestaande kennis over de Jupiterringen sterk uit. Bij waarnemingen van de ringen door de Keck telescoop vanaf de grond in 1997 en 2002 en de HST in 1999 bleek de rijke structuur zichtbaar in achterwaarts strooilicht. Beelden die door de New Horizons-ruimtesonde in februari-maart 2007 stonden voor het eerst observatie toe van de fijne structuur in de grote ring. In 2000 heeft de Cassini-ruimtevaartuig op weg naar Saturnus uitgebreide waarnemingen uitgevoerd van het Jupiterringsysteem. Toekomstige missies naar het Jupiter-systeem zullen aanvullende informatie over de ringen opleveren.